# マモストン・カンリ
マモストン・カンリ (Mamostong Kangri)、ないし、マモスタン・カンリ (Mamostang Kangri)は、大三角測量においてK35として測量された、中国との国境にも近いインド領ラダックの奥地にあるカラコルム山脈の支脈リモ山群の最高峰。この山は、シアチェン氷河の氷河末端から30kmほど東南東の位置にある。500m以上のプロミネンスをもつ山としては、世界で48位の高さとなっている。
南チョン・クムダン氷河 (the South Chong Kumdan Glacier)、キチク・クムダン（タングマン）氷河 (Kichik Kumdan (Thangman) Glacier)、マモストン氷河 (Mamostong Glacier)、南テロン氷河 (South Terong Glacier) は、いずれもマモストン・カンリの斜面上に源を発している。

## 伝説
マモストン・カンリという山名の「カンリ (Kangri)」は、カングラ谷地方に関係することを意味している。「マモストン」は、チュルク語族系の方言で「マモ (mamo)」＝「霧」、「ストン (stong)」＝「千」と解せ、この山が常に頂上部が霧に包まれていることを踏まえている。
山麓は、歴史的に交易ルートになっているが、伝説によると、ある時、この山を迂回せず、乗り越えていくルートを開拓しようとした大規模な隊商が、コル（鞍部）を越えたものの、そのまま全員が消えてしまい生きて戻らなかったという。こうした伝説もあって、英語では「The Mountain of Thousand Devils（千人の悪魔の山）」と称された。

## 登頂史
マモストン・カンリは、あまりにも奥地に位置しているため、また、当地の政治的、軍事的に不安定な状況もあって、未だに訪れる者は少ない。ヨーロッパ人による最初の遠征は、1907年にアーサー・ニーヴとD・G・オリヴァー (D. G. Oliver) が試みた。
その後は長らく、外国人は立ち入り禁止とされた。

### 初登頂
初登頂は、1984年のインドと日本の合同隊であり、マモストン氷河にベースキャンプを設け、複雑なプローチを経て北東稜線から登頂を果たした。初日の9月13日に登頂し、初登頂者となったのは、山田昇、吉田憲司、R・シャルマ (R. Sharma)、P・ダス (P. Das)、H・チョーハン (H. Chauhan) であった。続いて、15日に日本側隊長の尾形好雄、新郷信廣、岩崎洋とインド側2名、16日には、インド側の2隊員が登頂に成功し、隊員13人のうち、医師として参加したインド側のひとり以外は全員が頂上に立った。

### その後
以降は、複数のインド隊が登頂し、また、2007年にはフランス隊が登頂して、タングマン氷河から東稜を経て頂上に至る複数のルートが開拓されている。